# スポンディロモルム
スポンディロモルム Spondylomorum は、細胞群体を形成する緑藻の1属。ボルボックス科のものに似るが、細胞がゼラチン質に埋まっておらず、群体が房状になる点で大きく異なる。

## 特徴
個々の細胞はクラミドモナスに類するもので、ただし鞭毛は前端に等長のものを4本有する。葉緑体は杯型で、ピレノイドはない。眼点が1個あり、収縮胞が2個鞭毛の基部にあるが、眼点を欠くものもある。そのような細胞が8個ないし16個集合した細胞群体を形成する。その点でボルボックス科のものに類似している。はっきり異なるのは、個々の細胞に細胞壁があり、ゼラチン質を纏わないことで、群体は裸の細胞が集合した形となる。また、細胞が同一方向を向いて房状になっている点も大いに異なる。
日本で知られている S. quaternarium で、より詳細な特徴を記す。この種では細胞数は16。細胞は卵形で後端部には短い尾状の突起がある。眼点は線形で1個、細胞の後方に位置する。細胞の配列は一定しており、全て同一方向を向いた細胞が４つずつ輪を作り、それが前後に４段並んだ構成になっている。輪を作る細胞は鞭毛のある前端を寄せ合うようにしており、後段の細胞の前端には前段の細胞の後端が被さる。細胞は長さ20-25μm、幅10-15μm。最大幅は20μm、群体の径は50μmになる。上の段と下の段の細胞群は交互に配置し、上のものの細胞間に先端を突っ込むような配置となる。その配置については『寒天質ノ被包ヲ欠クモ、細胞ノ配列ハ一定ニシテ乱レズ』とのこと。
和名としては岡田他(1947)では S. quaternarium をクミヒゲマワリとしており、科名もクミヒゲマワリ科を採用している。

## 生態など
岡田他には S. quaternarium について、『池沼、溝などの小水域に現れる』と述べている。内田(1947)にはかつて京都の街路の溝で多数発生したことがあると記されている。この種はヨーロッパ、インド、アメリカでも発見されている。
生殖については無性生殖のみが知られており、全細胞が一斉に分裂してそれぞれ16細胞の娘群体になることで行われる。

## 分類
よく似た群体を作るものにポロボトリス属 Pyrobotrys があり、これは群体の構造はよく似ているが、鞭毛は2本である。この属には11種があり、有性生殖なども知られている。だが本属には2種が記録されているものの、有性生殖の記録もなく、培養研究もなされていない。そのためにこの属の存在に疑問がもたれてもいる。ボルボックス科とは同じ目に所属させてあり、内田他(1947)には本属の形が単細胞生の同類とゴニウムやユードリナのような群体との中間に当たるとの考えを記しているが、現在では系統的には異なるとの示唆が出ている。